# Polygonum podlechii
Polygonum podlechii är en slideväxtart som beskrevs av K. H. Rechinger & Schiman-czeika. Polygonum podlechii ingår i släktet trampörter, och familjen slideväxter. Inga underarter finns listade i Catalogue of Life.